# Famille Silvestre de Sacy
La famille Silvestre de Sacy, anciennement Silvestre, est une famille française de la noblesse d'Empire.
Elle compte plusieurs personnalités lettrées dont un pair de France et un académicien.

## Histoire
Cette famille est originaire de l'Aube puis s'installe, à partir du XVIIIe siècle à Paris où elle occupera une charge de notaire.
Jacques Silvestre, notaire à Paris, décède en 1755 à Auxerre. Il a pour fils Abraham Jacques Silvestre, notaire parisien, qui a lui-même plusieurs enfants dont Antoine-Isaac Silvestre. Celui-ci ajoute à son nom celui du village de Sacy, situé dans l’Yonne, pour se distinguer de ses frères. Il est fait chevalier d'Empire en 1809 puis baron en 1813.
Parmi ses principaux membres on trouve un orientaliste, également député de Paris et pair de France, un haut fonctionnaire qui fut également sénateur du Second Empire et qui occupa le fauteuil 15 de l'Académie française, un auteur et éditeur, une pédagogue, enseignante et auteure.

## Personnalités
- Antoine-Isaac Silvestre de Sacy (11758-1838), grammairien, linguiste, philologue, orientaliste-arabisant, député de Paris (1808-1814), chevalier d'Empire (1809), titré baron (1813), administrateur du Collège de France et de l'école des langues orientales (1824-1838), pair de France (1832-1838), secrétaire perpétuel de l'Académie des inscriptions et belles-lettres (1833-1838), grand officier de la Légion d'honneur.
- Ustazade Silvestre de Sacy (1801-1879), journaliste, sénateur du Second Empire, conservateur de la Bibliothèque Mazarine (1836) et administrateur de cette même bibliothèque (1848), membre de l'Académie française (1854-1879). Il fut pendant vingt ans rédacteur au Journal des débats où il s'occupait de critique littéraire.
- Jacques Silvestre de Sacy (1896-1993), haut fonctionnaire, président de la Société pour la protection des paysages et de l'esthétique de la France (SPPEF) et de l'Association nationale pour la protection des villes d'art (1976-1993), croix de guerre 1914-1918.
- Samuel Silvestre de Sacy (1905-1975], auteur, éditeur, préfacier. L’Académie française lui décerne le prix Georges-Dupau en 1962 pour l'ensemble de son œuvre et le prix Saintour en 1967 pour l'édition des Œuvres de Descartes. Il a été directeur littéraire du Mercure de France[3]. Chevalier de la Légion d'honneur, chevalier de l'ordre des Arts et des Lettres.
- Clotilde Silvestre de Sacy (1907-1991), pédagogue, enseignante, auteure, orthophoniste.

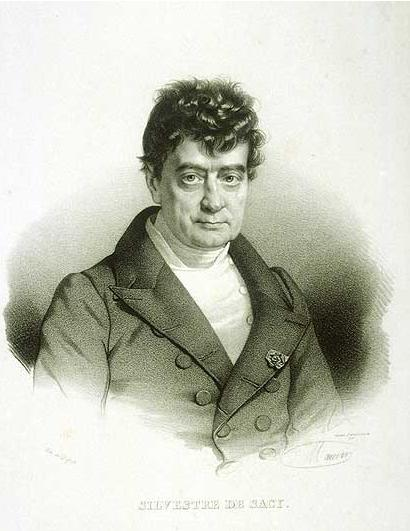
Antoine-Isaac Silvestre de Sacy (1758-1838)
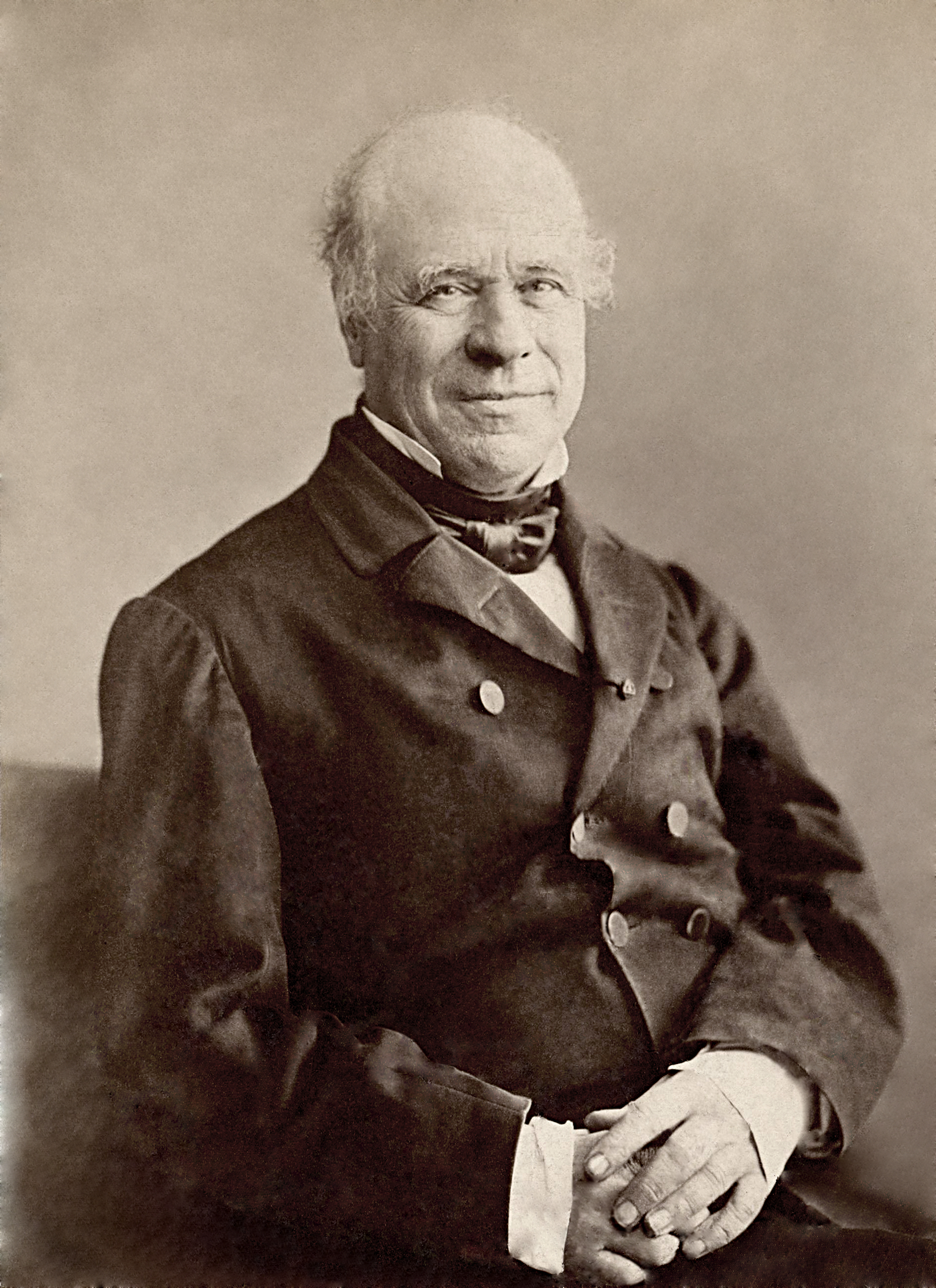
Ustazade Silvestre de Sacy (1801-1879)

## Alliances
Les principales alliances de la famille Silvestre de Sacy sont : Touvenot, Judde (1753), Aubin Yon, de Saint-Georges, de La Poix de Fréminville (1883), de Cazenove de Pradines, Paternostre de la Mairieu.

## Postérité
- Avenue Silvestre-de-Sacy, dans le 7e arrondissement de Paris

## Pour approfondir

### Archives
- Les papiers personnels d'Antoine-Isaac Silvestre de Sacy et de sa famille sont conservés aux Archives nationales, site de Pierrefitte-sur-Seine, sous la cote 361AP : Inventaire du fonds.